# Mount Norris

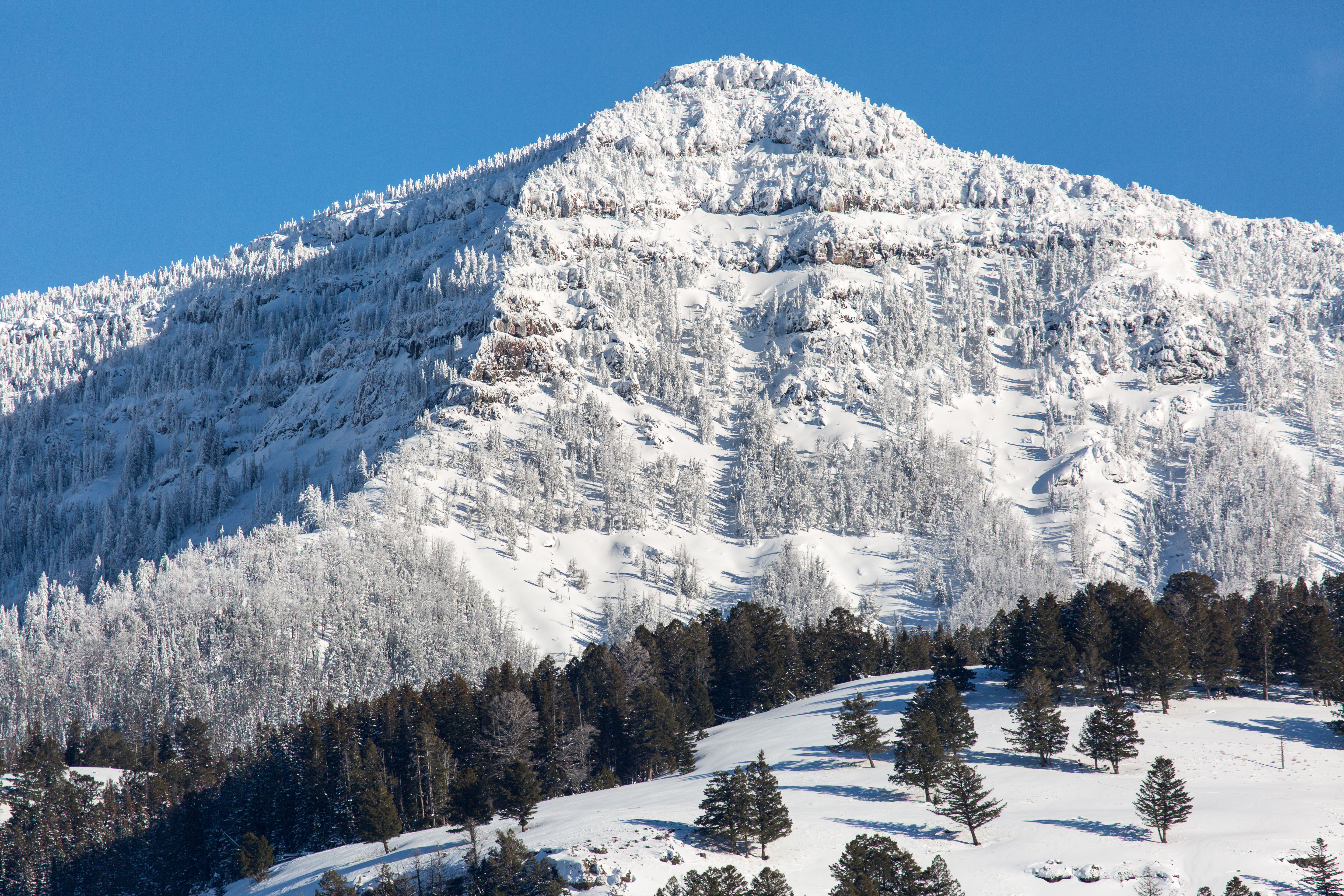
Mount Norris

Mount Norris es una montaña en la parte noreste del parque nacional Yellowstone en el estado estadounidense de Wyoming. Su cumbre tiene 3028 m de altura y se eleva sobre el valle de Lamar. Se encuentra a pocos kilómetros al sur de la frontera con el estado de Montana y es parte de la Cordillera Absaroka en las Montañas Rocosas.
En 1875, la cumbre recibió el nombre de Philetus Norris, el segundo superintendente del parque nacional Yellowstone (1877-1882). Norris estaba visitando el parque con varios guías de montaña, incluido Jack Baronett. Subieron a la cima en la cabecera del valle de Lamar y sospecharon que eran los primeros hombres blancos en hacerlo. Luego nombraron a la montaña Mount Norris.